# Iodure de nickel(II)
L'iodure de nickel(II) est un composé inorganique constitué de nickel et d'iode, de formule NiI2.

## Apparence et structure cristalline
L'iodure de nickel(II) est un solide noir. L'hexahydrate est vert. Dissout dans l'eau, il donne un complexe de couleur bleue-verte, caractéristique des composés de nickel(II).
La structure cristallographique de l'iodure de nickel(II) est celle du chlorure de cadmium.
L'hexahydrate possède un système trigonal du groupe d'espace {\displaystyle P3m1}, de paramètres a = 7,64 Å et c = 4,88 Å.

## Synthèse
L'iodure de nickel(II) anhydre peut être obtenu par réaction entre le nickel métallique et le diiode. 
{\displaystyle \mathrm {Ni+I_{2}\longrightarrow NiI_{2}} }
Une autre voie de synthèse est l'iodation du chlorure de nickel(II) à l'aide d'iodure de sodium.
{\displaystyle \mathrm {NiCl_{2}+2\ NaI\longrightarrow NiI_{2}+2\ NaCl} }
Il est aussi possible de synthètiser l'iodure de nickel(II) en faisant réagir de l'hydroxyde de nickel(II) ou du carbonate de nickel(II) avec de l'acide iodhydrique.
{\displaystyle \mathrm {Ni(OH)_{2}+2\ HI\longrightarrow NiI_{2}+2\ H_{2}O} }
On peut aussi l'obtenir par déshydratation du composé pentahydraté.

## Utilisations
L'iodure de nickel(II) peut être utilisé comme catalyseur de réactions de carbonylation.